# 胸痛
胸痛（きょうつう）とは、胸部の痛みや不快感などである。
一般的に胸部の前側にみられる。胸痛を表現する場合には、鋭い、鈍い、圧迫感、重い、締め付けられるなどの表現が使われる。
胸痛と同時に診られる関連症状には、肩、腕、上腹部、顎などの痛み、吐き気、発汗、息切れなどがあげられる。これらの症状は、心臓性胸痛と非心臓性胸痛に分けられる。心臓への血流不足によって発生する痛みは、狭心症とも呼ばれる。糖尿病患者や高齢者は、症状がはっきりしないことが多い。
比較的一般的で深刻な原因には、心臓発作(31%)などの急性冠症候群、肺塞栓症(2%)、気胸、心膜炎(4%)、大動脈解離(1%)、食道破裂などがあげられる。その他の一般的な原因には、胃食道逆流症(30%)、筋肉または骨格の痛み (28%)、肺炎(2%)、帯状疱疹(0.5%)、不安障害などがあげられる。胸痛の原因の特定は、病歴、身体検査、およびその他の医療検査に基づいて行われる。初めての心臓発作の約 3% は心臓発作と気づかず見落とされる。
胸痛の治療は、根本的な原因に基づいて行われる。初期治療には、アスピリンとニトログリセリンの投薬がよく用いられる。一般的に、治療に対する反応でその痛みが心臓性胸痛かどうかは示されない。原因が不明な場合は、さらなる検査をすることが勧められる。
胸痛は、救急外来に持ち込まれる疾患の約 5% を占める。米国では、年間約 800 万人が胸痛を主訴として救急外来を受診する。この内、約 60% の人が病院または観察室に入院する。米国での胸痛による救急外来の費用は、年間 80 億米ドル以上である。胸痛は、救急外来を訪れる小児の約 0.5% を占めている。